# زاروس
زاروس (Ζαρός) هي مدينة ومقر كومونة بنفقس الاسم في بلدية فيستوس في مقاطعة هيراكليون في كريت. تنتمي إلى وحدة كينورغيو في مقاطعة هيراكليون.
تقع زاروس عند السفح الجنوبي لجبل ساماري، وهو أحد فروع جبل إيدا. تقع على بعد 43 كم من كاندية و 12 كم من مويري. تشتهر القرية بالمياه المعبأة (الطبيعية أو الغازية) التي أصبحت متوفرة في السوق منذ عشرين عامًا.
تنتج زاروس زيت الزيتون والزبيب والحمضيات والخضروات والماشية. ربما يأتي اسم القرية من كلمة قديمة وتعني المياه الكثيرة.

## كومونة زاروس
بالإضافة إلى مقر الكومونة الرئيسي، تضم كومونة زاروس مستوطنات كورتس وستيرنا، بالإضافة إلى أديرة أجيوس نيكولاوس وأغيوس أنطونيوس فرونتيسيوس.
يبلغ عدد سكان الكومونة في المجموع 2,122 نسمة.